# IC 107
IC 107 је елиптична галаксија у сазвјежђу Рибе која се налази на листи објеката дубоког неба у Индекс каталогу.
Деклинација објекта је + 14° 51' 53" а ректасцензија 1h 25m 24,7s. Привидна величина (магнитуда) објекта IC 107 износи 12,9 а фотографска магнитуда 13,9. IC 107 је још познат и под ознакама IC 1700, UGC 986, MCG 2-4-41, CGCG 436-47, PGC 5271.